# Ichneumon fasciator
Ichneumon fasciator là một loài tò vò trong họ Ichneumonidae.